# Igreja de São Gonçalo (Vitória)
A Igreja de São Gonçalo é um templo católico localizado no centro histórico da Cidade de Vitória, capital do Espírito Santo. A igreja é popularmente conhecida como a igreja dos casamentos duradouros e felizes.

## História
No lugar onde hoje está erguido o templo já havia uma capela consagrada a Nossa Senhora do Amparo e da Boa Morte construída pela Irmandade de mesma nominação. Em 1715, a irmandade solicitou ao bispado a permissão para edificação de um novo templo dedicado a São Gonçalo Garcia. Construída em pedra e cal teve sua construção concluída em seis de novembro de 1766 sendo consagrada ao santo português pelo padre Antônio Pereira carneiro e o vigário Antônio Xavier da vila de Vitória.
Inicialmente, o orago da igreja teria sido escolhido pela identificação do próprio grupo que fundou a igreja, que era formado por mulatos, assim como era São Gonçalo. Aos poucos, porém, começou a se fazer a associação da igreja e seu orago à sua imagem de festeiro e casamenteiro.

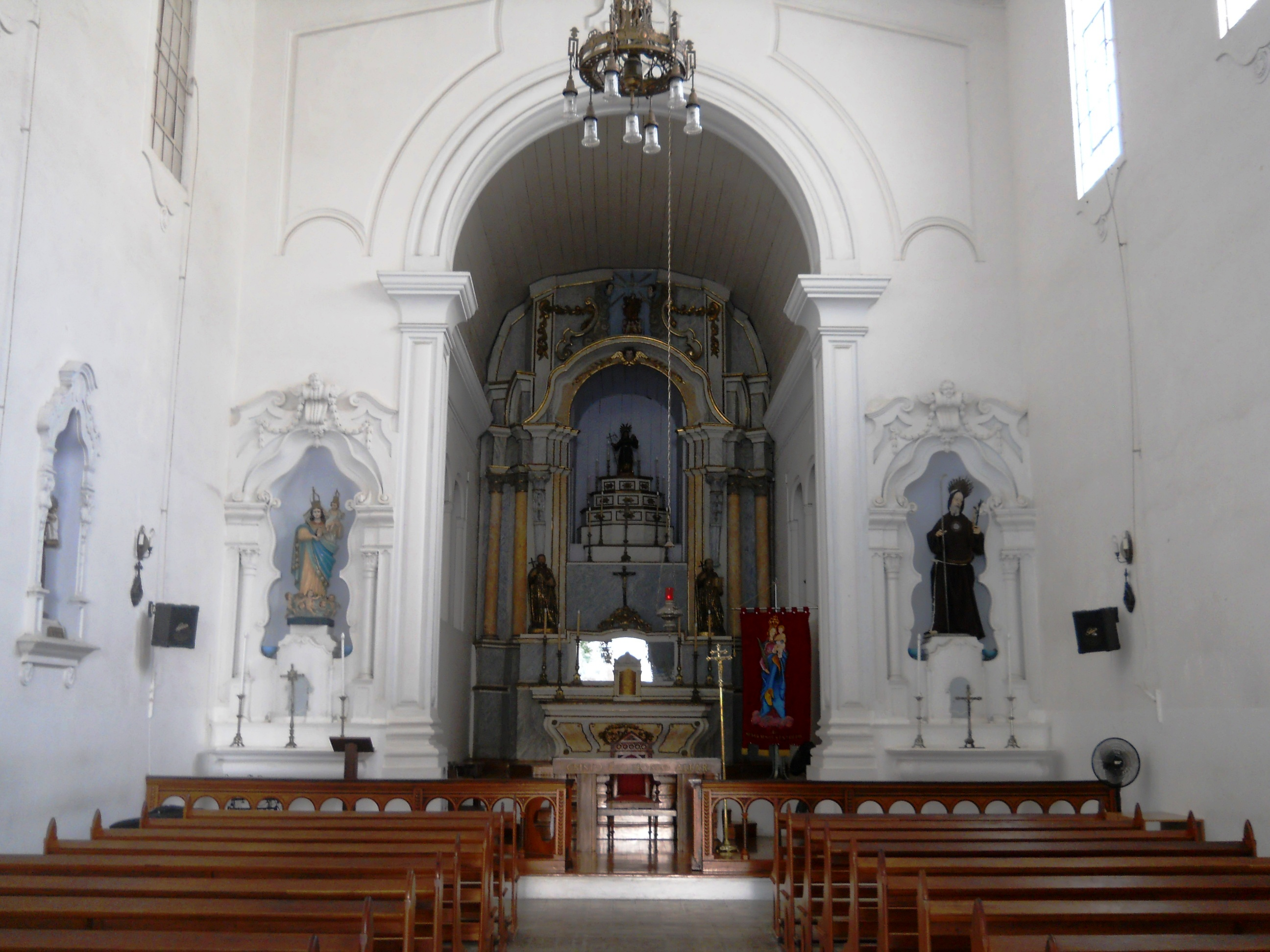
Altar-Mor da Igreja de São Gonçalo.

O templo conta com fachada características do barroco, assim como seu altar-mor, com entalhes em madeira pintados a ouro. Porém, segundo fontes secundárias, embora tenha havido uma tentativa de manutenção do estilo barroco por meio das curvas e contracurvas na arquitetura, não é possível afirmar com exatidão que pertença a tal estilo, possivelmente está mais para o século XIX. 
Na igreja encontram-se duas imagens portuguesas do século XVII oriundas da Igreja de São Tiago (atual Palácio Anchieta): a de Santo Inácio de Loiola e a de São Francisco Xavier. São as mais preciosas e belas imagens sacras existentes no estado.

## Tombamento e atualidade
A igreja viveu seu período áureo no século XX, pois serviu como sede paroquial e exerceu as funções de Matriz e Catedral de Vitória. 
No dia oito de novembro de 1948 foi tombada pelo Instituto do Patrimônio Histórico e Artístico Nacional (IPHAN).
Devido à sua beleza e à importância que ganhou no último século, se tornou uma das preferidas dos noivos para casamentos, passando a ser conhecida como a Igreja dos Casamentos Duradouros e Felizes. Apesar de ser bastante conhecida, ela não possui atividade regular e seus ofícios religiosos hoje são realizados na Catedral Metropolitana de Vitória.

## Visitação
Em 2006, a Igreja de São Gonçalo entrou para o Visitar, um projeto da Prefeitura Municipal de Vitória, em conjunto com o Instituto Goia, que abriu as portas dos patrimônios do Centro Histórico de Vitória para visitação. Os patrimônios que fazem parte do Visitar são:
- Catedral Metropolitana de Vitória
- Igreja de Nossa Senhora do Rosário
- Convento de São Francisco
- Convento de Nossa Senhora do Carmo
- Igreja de São Gonçalo